# 2768 Gorky
2768 Gorky è un asteroide della fascia principale. Scoperto nel 1972, presenta un'orbita caratterizzata da un semiasse maggiore pari a 2,2338245 UA e da un'eccentricità di 0,1717666, inclinata di 6,28209° rispetto all'eclittica.